# Oedopeza setigera
Oedopeza setigera là một loài bọ cánh cứng trong họ Cerambycidae.